# Moritz von Hößlin
Moritz Wilhelm Balthasar von Hößlin (* 5. Oktober 1858 in Augsburg; † 26. Juli 1927 in Nürnberg) war ein bayerischer Generalleutnant.

## Leben

### Familie
Hößlin war evangelisch und entstammte einem seit dem 17. Jahrhundert in Augsburg ansässigen Adelsgeschlecht. Er war der Sohn des bayerischen Oberst Moritz Wilhelm Balthasar von Hößlin (1808–1881) und dessen Ehefrau Frederike, geborene von Süßkind-Schwendi (1830–1882). Am 24. Januar 1893 heiratete er in Augsburg Ida Kirchhoffer (1869–1940). Sie hatten eine Tochter Irmgard Fanny.

### Militärkarriere
Er begann in den Jahren 1872/78 seine militärische Ausbildung als Page der Pagerie. 1878 machte er das Abitur am Wilhelmsgymnasium München. Anschließend trat er als Fähnrich in das 4. Chevaulegers-Regiment „König“ der Bayerischen Armee in seiner Heimatstadt ein. Dort wurde er 1880 Sekondeleutnant, stieg bis 1896 zum Rittmeister auf und war als solcher Reitlehrer an der Equitationsanstalt. Als Major war Hößlin 1904 im 5. Chevaulegers-Regiment „Erzherzog Friedrich von Österreich“ tätig und wurde 1907 Oberstleutnant und Kommandeur im 1. Chevaulegers-Regiment „Kaiser Nikolaus von Rußland“ in Nürnberg. In dieser Stellung folgte 1909 seine Beförderung zum Oberst sowie im Jahr darauf die Ernennung zum Kommandeur der 5. Kavallerie-Brigade.
Von diesem Posten wurde Hößlin als Generalmajor nach dem Beginn des Ersten Weltkriegs am 15. Oktober 1914 abberufen und zur Disposition gestellt. Mit weiteren Verlauf des Krieges wurde er 1915 als Inspekteur der Ersatz-Eskadronen des III. Armee-Korps verwendet und 1918 mit dem Charakter als Generalleutnant endgültig in den Ruhestand verabschiedet.